# Денієл Цуї
Деніел Чі Цуї (англ. Daniel Chee Tsui, кит.: 崔琦, нар. 28 лютого 1939, провінція Хенань, Китай) — американський фізик китайського походження. Займався дослідженнями в області електричних властивостей тонких плівок, мікроструктури напівпровідників і фізики твердого тіла. Лауреат Нобелівської премії з фізики в 1998 році (спільно з Робертом Лафліном і Горстом Штермером) «за відкриття нової форми квантової рідини зі збудженнями, мають дробовий електричний заряд».